# Санта-Марія-де-Айран
Санта-Марія-де-Айран (порт. Santa Maria de Airão; МФА: [ˈsɐ̃.tɐ mɐ.ˈɾi.ɐ dɨ aj.ˈɾɐ̃w]) — парафія в Португалії, у муніципалітеті Гімарайнш. Розташована в північно-західній частині країни, на теренах історичної португальської провінції Дору-Міню. Входить до складу округу Брага. За адміністративним поділом, чинним до 1976 року, терени парафії були складовою провінції Міню. Належить до Бразької архідіоцезії Католицької церкви. Патрон — Діва Марія. Площа — 2,3810 км². Населення — 1686 ос. (2011). Сильно урбанізований регіон. Густота населення — 708,11 осіб/км²
. Код — 030844.

## Назва
- Айран (Санта-Марія) (порт. Airão (Santa Maria)) — офіційна назва.

## Населення
| Кількість мешканців | Кількість мешканців | Кількість мешканців | Кількість мешканців | Кількість мешканців | Кількість мешканців | Кількість мешканців | Кількість мешканців | Кількість мешканців | Кількість мешканців | Кількість мешканців | Кількість мешканців | Кількість мешканців | Кількість мешканців | Кількість мешканців |
| ------------------- | ------------------- | ------------------- | ------------------- | ------------------- | ------------------- | ------------------- | ------------------- | ------------------- | ------------------- | ------------------- | ------------------- | ------------------- | ------------------- | ------------------- |
| 1864                | 1878                | 1890                | 1900                | 1911                | 1920                | 1930                | 1940                | 1950                | 1960                | 1970                | 1981                | 1991                | 2001                | 2011                |
| 351                 | 380                 | 470                 | 537                 | 502                 | 539                 | 757                 | 858                 | 1 024               | 1 317               | 1 453               | 1 762               | 1 956               | 1 859               | 1 686               |